# Роупер против Симмонса
Решением по делу Роупера против Симмонса Верховный суд США запретил применение смертной казни в качестве меры наказания к лицам, не достигшим 18 лет на момент совершения преступления. Повысило ранее установленный порог в 16 лет (Stanford v. Kentucky, 492 U.S. 361 1989) на два года.

## Обстоятельства
Преступлением, за которое Симмонса приговорили к смертной казни, было убийство некой Ширли Крук. Он совершил по предварительному сговору вместе с двумя приятелями, оба были младше его самого. Они, как и было запланировано, забрались в дом жертвы, связали её и сбросили с моста.

## Решение
Дело прошло все инстанции, каждая подтверждала приговор. Сославшись на прецедент, установленный решением Верховного суда по делу Аткинс против Виргинии (536 U.S. 304), отменившим смертную казнь для слабоумных, защита обратилась с ходатайством в Верховный суд Миссури, тот признал необходимым отменить смертный приговор и заменил его пожизненным заключением без права на досрочное освобождение.
Штат Миссури оспорил решение в Верховном суде. Дело в ВС Миссури рассматривалось как ходатайство о приказе о защите против произвольного ареста, поэтому в качестве ответчика выступал Дональд Роупер (англ. Donald P. Roper) — начальник изолятора, в котором содержался Симмонс.